# Volksabstimmungen in der Schweiz 1931
Dieser Artikel bietet eine Übersicht der Volksabstimmungen in der Schweiz im Jahr 1931.
In der Schweiz fanden auf Bundesebene fünf Volksabstimmungen statt, im Rahmen dreier Urnengänge am 8. Februar, 15. März und 6. Dezember. Dabei handelte es sich um einen Gegenentwurf, zwei obligatorische Referenden und zwei fakultative Referenden.

## Abstimmung am 8. Februar 1931

### Ergebnis
| Nr. | Vorlage                                                                                                | Art | Stimm- berechtigte | Abgegebene Stimmen | Beteiligung | Gültige Stimmen | Ja      | Nein    | Ja-Anteil | Nein-Anteil | Stände | Ergebnis |
| --- | --- | --- | ------------------ | ------------------ | ----------- | --------------- | ------- | ------- | --------- | ----------- | ------ | -------- |
| 112 | Bundesbeschluss über das Volksbegehren um Revision des Artikels 12 der Bundesverfassung (Ordensverbot) | GE  | 1'100'670          | 460'440            | 41,83 %     | 418'649         | 293'845 | 124'804 | 70,19 %   | 29,81 %     | 17:5   | ja       |

### Ordensverbot
Seit 1848 war es gemäss Artikel 12 der Bundesverfassung für Mitglieder eidgenössischer Behörden, Beamte und Repräsentanten verboten, von ausländischen Regierungen Pensionen, Gehälter, Titel oder Orden anzunehmen; seit 1874 galt dieses Verbot auch für Angehörige der Armee. Frankreich zeichnete nach dem Ersten Weltkrieg wiederholt Politiker aus der Romandie mit Orden aus, was viele für politische Bestechung hielten. 1927 rückte Pierre Favarger, ein Ritter der französischen Ehrenlegion, in den Nationalrat nach. Daraufhin lancierte der «Volksbund für die Unabhängigkeit der Schweiz» eine Volksinitiative, die eine Ausdehnung des Ordensverbots auf alle Schweizer Bürger verlangte. Der Bundesrat arbeitete einen Gegenentwurf aus, in dem er Mitglieder kantonaler politischer Behörden ebenfalls dem Ordensverbot unterstellte. Ordensträger sollten nur dann ein öffentliches Amt antreten dürfen, wenn sie den Orden vorher zurückgaben. Als das Parlament dem zustimmte, zog der Volksbund die Initiative zurück. In der Deutschschweiz war die Verschärfung des Ordensverbots praktisch unbestritten. Eine zu grosse Zahl an Ordensträgern gefährde die Neutralität der Schweiz. In der Romandie hingegen stiessen sich die Gegner vor allem am Eingriff in die kantonale Hoheit, aber auch an der offensichtlichen Deutschfreundlichkeit der Initianten. Volk und Stände stimmten dem Gegenentwurf deutlich zu, wobei in allen mehrheitlich französischsprachigen Kantonen ein Nein resultierte.

## Abstimmungen am 15. März 1931

### Ergebnisse
| Nr. | Vorlage | Art | Stimm- berechtigte | Abgegebene Stimmen | Beteiligung | Gültige Stimmen | Ja      | Nein    | Ja-Anteil | Nein-Anteil | Stände | Ergebnis |
| --- | --- | --- | ------------------ | ------------------ | ----------- | --------------- | ------- | ------- | --------- | ----------- | ------ | -------- |
| 113 | Bundesbeschluss über die Revision des Art. 72 der Bundesverfassung (Wahl des Nationalrats)                                                                           | OR  | 1'104'113          | 590'442            | 53,47 %     | 549'435         | 296'053 | 253'382 | 53,88 %   | 46,12 %     | 13½:8½ | ja       |
| 114 | Bundesbeschluss über die Revision der Art. 76, 96, Abs. 1, und 105, Abs. 2, der Bundesverfassung (Amtsdauer des Nationalrats, des Bundesrats und des Bundeskanzlers) | OR  | 1'104'113          | 590'442            | 53,47 %     | 554'857         | 297'938 | 256'919 | 53,70 %   | 46,30 %     | 16:6   | ja       |

### Verkleinerung des Nationalrats
Seit 1848 kam auf je 20'000 Einwohner ein Sitz im Nationalrat, sodass die Sitzzahl entsprechend dem Bevölkerungswachstum zunahm – von ursprünglich 111 auf 193 im Jahr 1923. So würde der Nationalrat 1931 bereits 206 Sitze zählen. Nach der Überweisung zweier Postulate von Eduard Guntli (KVP) und Emil Klöti (SP) schlug der Bundesrat im September 1930 vor, die Vertretungsziffer auf 23'000 anzuheben. Im Nationalrat war dieser Vorschlag umstritten, denn die zuständige Kommission bevorzugte die von Klöti geforderte unveränderliche Sitzzahl von 200. National- und Ständerat einigen sich schliesslich auf den Antrag der Kommissionsminderheit mit einer Vertretungsziffer von 22'000; dadurch würde der Nationalrat vorübergehend auf 187 Sitze verkleinert. Als einzige Partei war die SP gegen die Verkleinerung des Nationalrats; sie warf den anderen Parteien vor, sie wollten mit der geringeren Sitzzahl bloss den kleinen katholisch-konservativen Kantone zu Ungunsten städtischer Gebiete stärken. Die Befürworter waren sich ihres Sieges sicher und führten einen eher lustlosen Abstimmungskampf, entsprechend wenig überragend fiel das Volks- und Ständemehr für die notwendige Verfassungsänderung aus.

### Anpassung der Amtsdauer
Ebenfalls seit 1848 betrug die Länge der Legislaturperiode drei Jahre. Eine 1930 von beiden Parlamentskammern überwiesene Motion des demokratischen Nationalrats Rudolf Tschudy forderte die Verlängerung der Legislaturperiode bei Nationalrat, Bundesrat und Bundeskanzler auf vier Jahre. Nach Ansicht der Mehrheit reichten drei Jahre nicht aus, «um mit der Arbeitsweise des Parlaments vertraut zu werden, sich in die Aufgaben einzuleben und seine Fähigkeiten in Erscheinung treten zu lassen, bevor er sich einer Wiederwahl unterziehen muss». Wenige Monate später nahmen beide Räte die vom Bundesrat vorgeschlagene Verfassungsänderung an. Nur KVP und BGB setzten sich ausdrücklich dafür ein. Sie argumentierten, unter der kurzen Legislaturperiode würde die Funktionsfähigkeit des Parlaments leiden und die Verhandlungen wären vom «Wahlfieber» beherrscht. Demgegenüber sahen die Sozialdemokraten in dieser Vorlage einen eigentlichen «Angriff auf die Volksrechte» und warfen den Befürwortern vor, mit der Verlängerung der Sesselkleberei Vorschub zu leisten. Ihr Hinweis auf die längeren Amtsdauern im Ausland sei zudem irreführend, denn in der Schweiz existiere keine Möglichkeit, das Parlament vorzeitig aufzulösen. Auch diese Vorlage schaffte das Volksmehr relativ knapp, während das Ständemehr etwas deutlicher ausfiel.

## Abstimmungen am 6. Dezember 1931

### Ergebnisse
| Nr. | Vorlage                                                      | Art | Stimm- berechtigte | Abgegebene Stimmen | Beteiligung | Gültige Stimmen | Ja      | Nein    | Ja-Anteil | Nein-Anteil | Stände | Ergebnis |
| --- | ------------------------------------------------------------ | --- | ------------------ | ------------------ | ----------- | --------------- | ------- | ------- | --------- | ----------- | ------ | -------- |
| 115 | Bundesgesetz über die Alters- und Hinterlassenenversicherung | FR  | 1'124'881          | 879'063            | 78,15 %     | 851'544         | 338'032 | 513'512 | 39,70 %   | 60,30 %     | –      | nein     |
| 116 | Bundesgesetz über die Besteuerung des Tabaks                 | FR  | 1'124'881          | 879'063            | 78,15 %     | 848'972         | 423'523 | 425'449 | 49,89 %   | 50,11 %     | –      | nein     |

### Alters- und Hinterlassenenversicherung

Abstimmungsplakat von Hans Beat Wieland

Nur wenige Tage nach der Zustimmung von Volk und Ständen zu einem Verfassungsartikel als Grundlage für eine Alters- und Hinterlassenenversicherung (AHV) begann das Volkswirtschaftsdepartement im Dezember 1925 mit der Arbeit daran. Im August 1929 verabschiedete der Bundesrat einen Entwurf für das AHV-Gesetz zuhanden des Parlaments. Vorgesehen war eine staatliche und dezentral organisierte obligatorische Versicherung, die durch Arbeitnehmer- und Arbeitgeberbeiträge sowie durch staatliche Zuschüsse finanziert werden sollte. Zusätzlich zu dieser einheitlichen Grundrente sollten die Kantone Ergänzungsversicherungen einrichten. Obwohl das Parlament dem Gesetz mit grosser Mehrheit und nur wenigen Änderungen zustimmte, ergriff ein anonymes Komitee mit Unterstützung katholisch-konservativer Kreise das Referendum. Angesichts der beginnenden Weltwirtschaftskrise beschworen die bürgerlichen Gegner das düstere Szenario herauf, dass die AHV-Finanzierung zusammenbrechen werde. Sie kritisierten die AHV auch als ungebührliche staatliche Einmischung ins Privatleben und reichten wenige Tage vor der Abstimmung eine eigene Initiative zur Altersfürsorge ein. Auf linker Seite bekämpften die Kommunisten die Renten als ungenügende «Bettelsuppe». Die Befürworter warfen den Gegnern eine verzerrte Darstellung des Gesetzes vor und priesen die AHV in einer gross angelegten Kampagne als Mittel gegen die Armut von Alten, Witwen und Waisen. Die Prämien seien bescheiden und die Finanzierung gesichert. Volk und Stände lehnten das AHV-Gesetz bei hoher Stimmbeteiligung deutlich ab, wobei die Ablehnung vor allem im Kanton Waadt und in katholisch geprägten Regionen stark ausgeprägt war.

### Besteuerung des Tabaks
Die Bundesverfassung verpflichtete den Bund, zur Finanzierung der AHV Steuern auf Tabak und Branntweine zu erheben. Während Tabakzölle bereits seit 1926 den AHV-Fonds spiesen, fehlte für die inländische Tabakbesteuerung noch die gesetzliche Grundlage. 1929 errechnete der Bundesrat einen Finanzbedarf aus dem Tabak von 30 Millionen Franken jährlich, davon würden sieben bis zehn Millionen auf die zukünftige Steuer entfallen. Diese sollte in Form einer Abgabe auf alle in der Schweiz hergestellten Zigaretten erhoben werden. Dabei würden die Produzenten pro Zigarette je nach Verkaufspreis einen halben bis einen Rappen an den Fiskus entrichten. Nachdem das Parlament dem Gesetz ohne wesentliche Änderungen zugestimmt hatte, brachten die Kommunisten das Referendum zustande. Mit Unterstützung verschiedener Handelskammern argumentierten sie vor allem fiskalisch, doch war ihre Ablehnung vor allem auf das AHV-Gesetz fokussiert, über das am selben Tag abgestimmt wurde. Die grossen Parteien, Konsumentenverbände und der Bauernverband unterstützten die Tabaksteuervorlage. Sie hoben ihre zentrale Bedeutung für die AHV hervor und betonten, sie sei konsumentenfreundlich. Das Gesetz scheiterte denkbar knapp mit weniger als 2000 Stimmen Unterschied.